# Productalius
Productalius és un gènere monotípic d'arnes de la família Crambidae. Conté només una espècie, Productalius tritaeniellus, que es troba a Madagascar.